# Burlington (Kansas)
Burlington è un comune (city) degli Stati Uniti d'America e capoluogo della contea di Coffey nello Stato del Kansas. La popolazione era di 2,674 persone al censimento del 2010.

## Geografia fisica
Burlington è situata a 38°11′40″N 95°44′44″W (38.194420, -95.745532).
Secondo lo United States Census Bureau, ha un'area totale di 2.21 miglia quadrate (5.72 km²).

## Storia
Burlington è stata fondata nel 1857. Essa prende il nome dalla Burlington del Vermont, la città natale di uno dei fondatori.
Il primo ufficio postale a Burlington è stato creato nel 1858, quando è stato rimosso dalla città ormai inesistente di Hampden.

## Società

### Evoluzione demografica
Secondo il censimento del 2010, c'erano 2,674 persone.

### Etnie e minoranze straniere
Secondo il censimento del 2010, la composizione etnica della città era formata dal 94,7% di bianchi, l'1,0% di afroamericani, l'1,0% di nativi americani, lo 0,9% di asiatici, lo 0,7% di altre razze, e l'1,7% di due o più etnie. Ispanici o latinos di qualunque razza erano il 2,5% della popolazione.